# Educación y Descanso
Educación y Descanso (EyD), denominada oficialmente como Obra Sindical de Educación y Descanso, fue una organización española de tipo cultural y recreativo, dependiente de la Organización Sindical Española, que existió durante la época de la dictadura franquista, entre 1939 y 1977. EyD estaba dedicada a promover y realizar todo tipo de actividades artísticas, culturales y deportivas por parte de los trabajadores (productores).
Educación y Descanso llegó a constituir una de las organizaciones del régimen franquista con mayor impacto entre los trabajadores.

## Historia
La Obra Sindical Educación y Descanso fue fundada el 14 de diciembre de 1939 (según datos oficiales fue fundada el 18 de diciembre de 1939), siguiendo el modelo de la organización italiana Opera Nazionale Dopolavoro (OND) que había existido durante el régimen fascista de Mussolini. Denominada en sus comienzos «Alegría y Descanso» —nombre de claras resonancias nazis—, con posterioridad la organización adoptaría su nombre definitivo. En sus primeros años de existencia la organización mantuvo contactos con la organización nazi «Kraft durch Freude», llegando a firmarse un convenio de cooperación entre ambas en 1943. A pesar de sus iniciativas, durante su primera etapa de existencia la organización encontró no pocas dificultades debido a las carestías y a la difícil situación que existía en la posguerra. Desde 1945 el número de instalaciones pertenecientes a la Obra Sindical se incrementó de forma considerable.
La organización estaba a cargo del ocio y el esparcimiento de los trabajadores, contando para sus fines con una red de centros culturales, instalaciones deportivas (incluidos los «Parques sindicales») y ciudades residenciales. A lo largo de su historia EyD construyó albergues y residencias donde los obreros pudieran veranear de forma económica. Por su parte, los llamados «Hogares de Educación y Descanso» se encargaron de fomentar entre los trabajadores la cultura, diversión, salud o deporte.
En su época fueron muy conocidas las actividades y exhibiciones gimnásticas que los grupos de Educación y Descanso realizaban anualmente cada 1 de mayo.
Las actividades amparadas por EyD se extendían pues a grupos de teatro, cineclubs, coros y danzas (que no deben ser confundidos con los Coros y Danzas de la Sección Femenina de Falange), viajes y vacaciones y sobre todo competiciones deportivas, que culminaban en los denominados «Juegos Deportivos Sindicales». De hecho determinadas actividades minoritarias como el aeromodelismo, el tiro con arco, la espeleología o incluso el ajedrez y la filatelia tuvieron durante años su mejor nicho en los grupos de EyD.
La Obra Sindical de Educación y Descanso desapareció el 16 de junio de 1977, durante el desmontaje de la Dictadura franquista y de los Sindicatos Verticales.

## Organización y actividades

### Áreas cubiertas
Las áreas cubiertas por EyD se agrupaban de la siguiente forma:
- Extensión cultural (coros, bandas de música, orquestas, rondallas, teatro, danza y ballet, agrupaciones folclóricas)
- Arte (agrupaciones teatrales, concursos literarios, fotográficos, cineclubs)
- Turismo
- Hogares del Productor, residencias y las Ciudades Residenciales de Perlora (Asturias) y Tarragona
- Bibliotecas
- Deportes

### Demostraciones del 1 de mayo
Los campeonatos y concursos de todo tipo tenían su exponente culminante de forma anual, en las demostraciones del 1 de mayo de las que la Nacional, celebrada normalmente en el Estadio Santiago Bernabéu de Madrid con asistencia del propio Franco, constituía un alarde de espectacularidad con numerosas actuaciones gimnásticas y folclóricas.

### Regatas en La Coruña
Otra manifestación deportiva clásica de EyD que se mantuvo sin interrupción desde el año 1941 hasta la edición póstuma de 1976, y que por ello llegó a formar parte del oficioso calendario anual del franquismo, fue la Regata de Traineras en honor del Caudillo, (del Generalísimo después y de S. E. el Jefe del Estado finalmente, según evolucionaba la nomenclatura del sistema). Esta competición se celebraba en La Coruña todos los veranos, tradicionalmente el 15 de agosto, participando en ella normalmente una embarcación de cada una de las provincias en las que se practicaba esa especialidad del deporte del remo, Guipúzcoa, Vizcaya, Santander, Asturias, La Coruña y Pontevedra; con la asistencia del homenajeado y su comitiva de jerarcas, especialmente en este caso sindicales.

### Mariano Haro
El máximo nivel deportivo alcanzado por Educación y Descanso lo personificó Mariano Haro, atleta especialista en pruebas de fondo (5000 metros,  10000 metros y Campo a través), en las que se proclamó Campeón de España en numerosas ocasiones, y a nivel internacional compitió con repetido éxito en el Campeonato de Europa, en el Cross  de las Naciones, en los Juegos Mediterráneos, y en los Juegos Olímpicos de 1972 y 1976. Haro perteneció al club de atletismo de Educación y Descanso de Palencia.

### Grupos de Empresa
Por su parte las grandes empresas españolas del franquismo, sobre todo las del INI tenían muy a gala subvencionar a sus grupos de empresa de Educación y Descanso; de entre todos ellos fue el más destacado, en cantidad y calidad, el grupo de Ensidesa, que incluía un club de casi todos los deportes y muchas actividades artísticas y culturales.